# Lloyd Tilghman
Lloyd Tilghman (26 janvier 1816 - 16 mai 1863) est un général confédéré pendant la guerre de Sécession.
Ingénieur ferroviaire, il est sélectionné par le gouvernement confédéré pour la construction de deux forts pour défendre les rivières Tennessee et Cumberland. L'emplacement du fort Henry sur le Tennessee est vulnérable aux inondations, mais Tilghman ne s'en aperçoit pas rapidement, et la reddition du fort à U. S Grant en février 1862 est considéré comme une honte. Fait prisonnier et échangé, il commande une brigade lors de la campagne de Vicksburg, et est tué par un obus lors de la bataille de Champion Hill, où il est largement salué pour acte de bravoure.

## Avant la guerre
Tilghman naît à « Rich Neck Manor », à Claiborne, dans le Maryland, fils de James Tilghman, qui est l'arrière-petit-fils de Matthieu Tilghman, et Ann C. Shoemaker Tilghman. Il entre à l'académie militaire de West Point et est diplômé, classé dans les derniers de sa promotion en 1836. Il obtient un brevet de second lieutenant dans le 1st U.S. Dragoons, mais démissionne au bout de trois mois. Il travaille comme ingénieur dans la construction sur un certain nombre de chemins de fer dans le Sud et au Panama, à l'exception d'une période dans laquelle il est retourne dans l'armée en tant que capitaine dans le Maryland et à l'artillerie des volontaires de Washington (août 1847 à juillet 1848). En 1852, il élit domicile à Paducah, dans le Kentucky.

## Guerre de Sécession
Tilghman est nommé colonel du 3rd Kentucky Infantry le 5 juillet 1861, peu de temps après le début de la guerre de Sécession. Il est promu au brigadier général dans l'armée des États confédérés, le 18 octobre. Lorsque le général Albert Sidney Johnston recherche un officier pour créer des positions défensives sur les rivières vulnérables Tennessee et Cumberland, il n'est pas au courant de la présence de Tilghman dans son département, et un autre officier est choisi. Cependant, le gouvernement Richmond souligne la formation d'ingénieur de Tilghman et il est finalement choisi pour la tâche. Les sites d'origine des forts Henry et Donelson sont sélectionnés par un autre général, Daniel S. Donelson, mais Tilghman est ensuite placé au commandement et reçoit l'ordre de les construire. La localisation géographique du fort Henry est extrêmement mauvaise, et située sur une plaine inondable de la rivière Tennessee, mais Tilghman ne remet pas en cause son emplacement jusqu'à ce qu'il soit trop tard. Par la suite, il écrit amèrement dans son rapport que le fort Henry est dans une « position militaire misérable ... L'histoire du génie militaire ne mentionne aucun autre cas similaire  à cette affaire ». Il dirige également de manière décousue sa construction imposée et celle du petit fort Heiman, situé sur la rive du Kentucky du Tennessee, et se querelle avec les ingénieurs affectés à la tâche. Il réussit à faire un travail plus louable pour la construction du fort Donelson, qui est situé sur un sol sec, commandant la rivière.
Le 6 février 1862, une armée sous les ordres du brigadier général Ulysses S. Grant et les canonnières commandées par le amiral Andrew H. Foote attaquent le fort Henry et Tilghman est contraint de se rendre. Ce n'est pas sa première rencontre avec Grant. Tilghman était à Paducah, lorsque Grant capture la ville en septembre 1861. Avant de le faire, il mène la grande majorité de ses troupes de garnison sur la route de 19 kilomètres (12 miles) vers fort Donelson, et ensuite retourne pour se rendre avec une poignée de soldats de l'artillerie qui ont été laissés  pour défendre le fort. Le facteur le plus important dans la défaite de fort Henry n'est pas l'artillerie navale ou l'infanterie de Grant ; c'est la crue du Tennessee, qui a inondé les magasins de poudre et réduit au silence un certain nombre d'armes à feu. Si l'attaque de Grant avait été retardée de deux jours, la bataille n'aurait jamais eu lieu parce que le fort aurait été alors entièrement sous l'eau. Tilghman est incarcéré comme prisonnier de guerre au fort Warren à Boston et n'est pas relâché avant le 15 août 1862, quand il est échangé avec le général de l'Union John F. Reynolds. On se souvient de Tilghman comme brave et valeureux en se rendant avec ses hommes, mais il est jugé négligent dans son service en abandonnant le commandement de sa garnison, pour lequel il est responsable de la défense des deux forts, Henry et Donelson. Il est remplacé par le brigadier général John B. Floyd à Donelson, dont l'armée combat sous un commandement défaillant et se rend à Grant le 16 février.
Retournant sur le terrain à l'automne 1862, Tilghman devient un commandant de brigade d'une division de Mansfield Lovell de l'armée de l'Ouest d'Earl Van Dorn, à la suite de la deuxième bataille de Corinth. Lors de la campagne de Vicksburg de 1863, il est touché à la poitrine par un éclat d'obus et tué à la bataille de Champion Hill. Il est enterré dans le cimetière de Woodlawn, dans le Bronx, à New York.

## Récits de témoins oculaires

### Sergent E. T. Eggleston
« Tilghman est venu à notre position, dans un champ à découvert, à pied. Il était particulièrement de bonne humeur. Il portait un nouvel uniforme de combat. Quand il est arrivé près de nos canons, nos officiers sont montés à cheval, et étaient dans la position prescrite pour une revue, les lieutenants George H. Tompkins et Thomas J. Haines, dans leurs positions, et le capitaine Cowan était monté sur un grand cheval gris, faisant une cible bien en vue pour les tireurs d'élite fédéraux. Nous étions tous bleus à cette époque. Le général dit d'une agréable manière à notre capitaine, je pense que vous et vos lieutenants devraient mieux mettre pied à terre. Ils tirent d'assez près de nous, et je ne sais pas s'ils tirent sur ce beau cheval gris ou mon nouvel uniforme. Ils obéirent très promptement à la suggestion.
Devant aller au quartier général quotidiennement avec les rapports, j'avais pris personnellement connaissance avec l'aimable, vaillant et génial officier. Quelques minutes seulement avant sa mort nous étions assis sur un rondin à proximité d'une lisière à discuter de la ligne de bataille que nous tenions alors, en la comparant avec celle que nous avions occupée peu de temps auparavant. Il se leva du rondin et est allé néanmoins vers l'un de nos canons, un Napoléon de 12 livres, le caporal Tommie Johnson, artilleur, et lui a fait la remarque, je pense que vous tirez un peu trop haut, et pointe le canon lui-même. Il est retourné sur une petite colline à quelques pieds du rondin sur lequel j'étais toujours assis et se tenait debout, ses lunettes de combat à ses yeux, observant l'effet du tir de notre canon quand il a reçu la blessure mortelle non pas à partir d'un fragment de bois d'un éclat obus, néanmoins, mais d'un tir solide. Il est vrai qu'un cheval a été tué par le même obus et j'ai remarqué que le cheval était mort peu de temps avant que le général a cessé de respirer, alors qu'il était inconscient.
C'était peu de temps après que le général tombât avant que son fils, un jeune, a pu être trouvé, et je n'oublierai jamais la scène touchante quand le chagrin et les lamentations l'ont jeté sur son père mort et inconscient. Ceux d'entre nous qui ont été témoins de cette douloureuse scène versèrent des larmes de sympathie pour le fils endeuillé et la tristesse pour notre héros déchu, le chevaleresque et bien-aimé Tilghman. »

### Soldat James Spencer, 1st Mississippi Light Artillery
« Le général Tilghman et son état-major sont montés voir le capitaine Cowan et lui ont ordonné d'ouvrir le feu. Le général a mis pied à terre et a dit au capitaine Cowan, je vais tirer un coup de feu sur ces gens-là moi-même, et est allé à la pièce de campagne numéro 2 et a observé et ordonné de tirer et un obus de la batterie fédérale est passé près de lui pendant que notre canon était en cours de rechargement. Tilghman a remarqué : ils essaient de salir mon nouvel uniforme. Il a ensuite aperçu le canon et, comme il a recommencé à déclencher un feu, un obus de Parrott l'a frappé sur le côté, le coupant presque en deux. Juste avant de mettre pied à terre, il a ordonné à son fils, un garçon d'environ 17 ans d'aller avec une escouade et de mener des tireurs d'élite d'une maison à gin à notre gauche, qui ennuyait nos canonniers. Le fils était parti 10 ou 15 minutes pour cette mission avant que son père ne soit tué. »

### Emilie Riley McKinley:21 mai 1863
« Le général Tilghman a été emmené à la maison de Mme Brien pendant la nuit à la lumière des torches. Ses cheveux étaient couverts de sang. Son fils l'accompagnait. Ils pensèrent d'abord l'enterrer dans notre cimetière mais l'emmenèrent à Vicksburg. Le pauvre général Tilghman - il était courageux à l'excès. Nous n'imaginions pas il y a une semaine quand il est passé à cet endroit [probablement en bateau sur le Big Black - une erreur du soldat du 4th Mississippi qui n'était pas correct] qu'il serait mort en si peu de temps après. Je l'ai vu l'automne dernier à Jackson directement après son retour d'une prison dans le nord, Fort Warren. Il a fait un discours à la Bowman House [hôtel] et nous a dit combien il avait été traité cruellement en prison. Et maintenant pauvre homme, il est parti, mais son nom vivra pour toujours. Il a courageusement défendu son foyer et sa maison. Qu'il repose en paix. »

### Colonel A. E. Reynolds, 26th Mississippi Infantry
« À 5 heures 20, le brigadier général Tilghman, qui jusqu'alors avait commandé la brigade avec une habilité remarquée, est tombé, tué par un obus de l'un des canons de l'ennemi, et le commandement m'a été conféré en tant que colonel le plus ancien. Je ne peux pas ici m'abstenir de rendre un petit hommage à la mémoire de mon défunt commandant. En tant qu'homme, soldat et général, il avait peu ou pas de supérieurs. Toujours à son poste, il se consacrait jour et nuit aux intérêts de son commandement. Sur le champ de bataille décontracté, calme et observateur, il a commandé tout le respect et la confiance de chaque officier et soldat sous ses ordres, et la seule critique jamais fait à son encontre était qu'il s'est toujours exposé trop imprudemment. Au moment où il a été abattu, il était debout à l'arrière d'une batterie, faisant changer l'élévation de l'un des canons. Les larmes versées par ses hommes à l'occasion, et le chagrin ressenti par toute sa brigade, sont les plus fiers hommages qu'on peut donner au valeureux mort. »

— Rapport de la bataille de Baker's Creek, 27 mai 1863

### GénéralWilliam W. Loring
« Pendant ce temps, Tilghman, qui avait été laissé avec sa brigade sur la route, presque immédiatement après notre séparation, a rencontré un terrible assaut de l'ennemi, et quand nous l'avons rejoint, il a mené une lutte mortelle et vaillante. Avec moins de 1 500 hommes valides, il a été attaqué par 6 000 à 8 000 ennemis avec un beau parc d'artillerie, mais étant avantageusement posté, il les a non seulement mis en échec, mais les a repoussés à plusieurs reprises, ce qui a permis d'ouvrir la seule ligne de retraite laissée à l'armée. La position audacieuse de sa brigade sous les ordres du héros lamenté a sauvé une grande partie de l'armée. Rapide et audacieux dans l'exécution de ses plans, il est tombé au milieu d'une brigade qui l'aimait bien, après avoir repoussé un puissant ennemi dans une lutte mortelle, frappé par un coup de canon. Une brigade pleurait sur le héros mourant; Tout à fait beau, car c'était touchant. »

— Rapport militaire

## Commentaires posthumes

### Maria I. Johnston
« À la bataille de Champion's Hill en mai 1863, il dirigeait un tir d'artillerie quand il a été frappé à la poitrine par un morceau d'éclats d'obus et est mort instantanément. L'arrivée de son corps à Vicksburg, transporté dans un wagon et accompagné par son fils adolescent, a été décrite dans un roman : dur et rigide repose le brave officier, ses vêtements et ses gants couverts de sang. Et l'écoulement sanglant se figeant dans les masses sombres de ses cheveux enchevêtrés. Tilghman a été enterré dans le cimetière de la ville, Cedar Hill, mais son corps a été déplacé à New York après la guerre. »

— Roman publié en 1869

### Président confédéré Jefferson Davis, 1878
« Mais aucun n'a servi plus héroïquement, plus patriotiquement, plus singulièrement son pays, que Tilghman à Fort Henry, lorsqu'il a été approché par une grande armée, une armée qui a rendu la défense permanente du fort impossible, il est entré avec une poignée de camarades dévoués dans le fort et a continué la défense jusqu'à ce que sa brigade puisse se retirer en toute sécurité à Fort Donelson ; Alors, quand ce travail a été terminé, quand il était impossible de prolonger la défense, quand les blessés et les mourants reposaient autour de lui, il, avec les derniers survivants de sa petite bande, a mis fin à la lutte et a subi ce que des milliers d'entre vous qui ont été prisonniers de guerre peuvent savoir comment estimer. Toute la paix et l'honneur de ses cendres, car il était parmi ceux, pas le plus malheureux, qui est parti avant que nos épreuves plus amères ne nous arrivent. »

### F.W.M. récit publié:13 juillet 1893à Plant City, Floride
« Le général Tilghman a dirigé le sergent d'armes pour former son canon, un obusier de 12 livres et déloger l'ennemi des cabines. Il est descendu de son cheval et a donné des indications sur le pointage du canon. Pendant que cela se faisait, un obus de l'un des canons de l'ennemi sur la ligne a explosé d'environ cinquante pieds sur le devant. Un fragment déchiré de cet obus a frappé le général à la poitrine, le traversant et tuant le cheval de son adjutant un peu plus loin à l'arrière. Sa mort s'est produite, bien sûr, très rapidement, et ses restes ont été portés à l'arrière. Cette nuit-là, ils sont partis à Vicksburg, accompagnés de son état-major personnel et son fils, Lloyd Tilghman, Jr., et le lendemain, ils ont été enterrés dans le cimetière de la ville de Vicksburg. Le dernier acte d'un homme courageux était de pointer un canon et de diriger la coupure d'une mèche d'obus, afin d'obtenir le meilleur impact sur les envahisseurs de notre pays. »

## Hommage

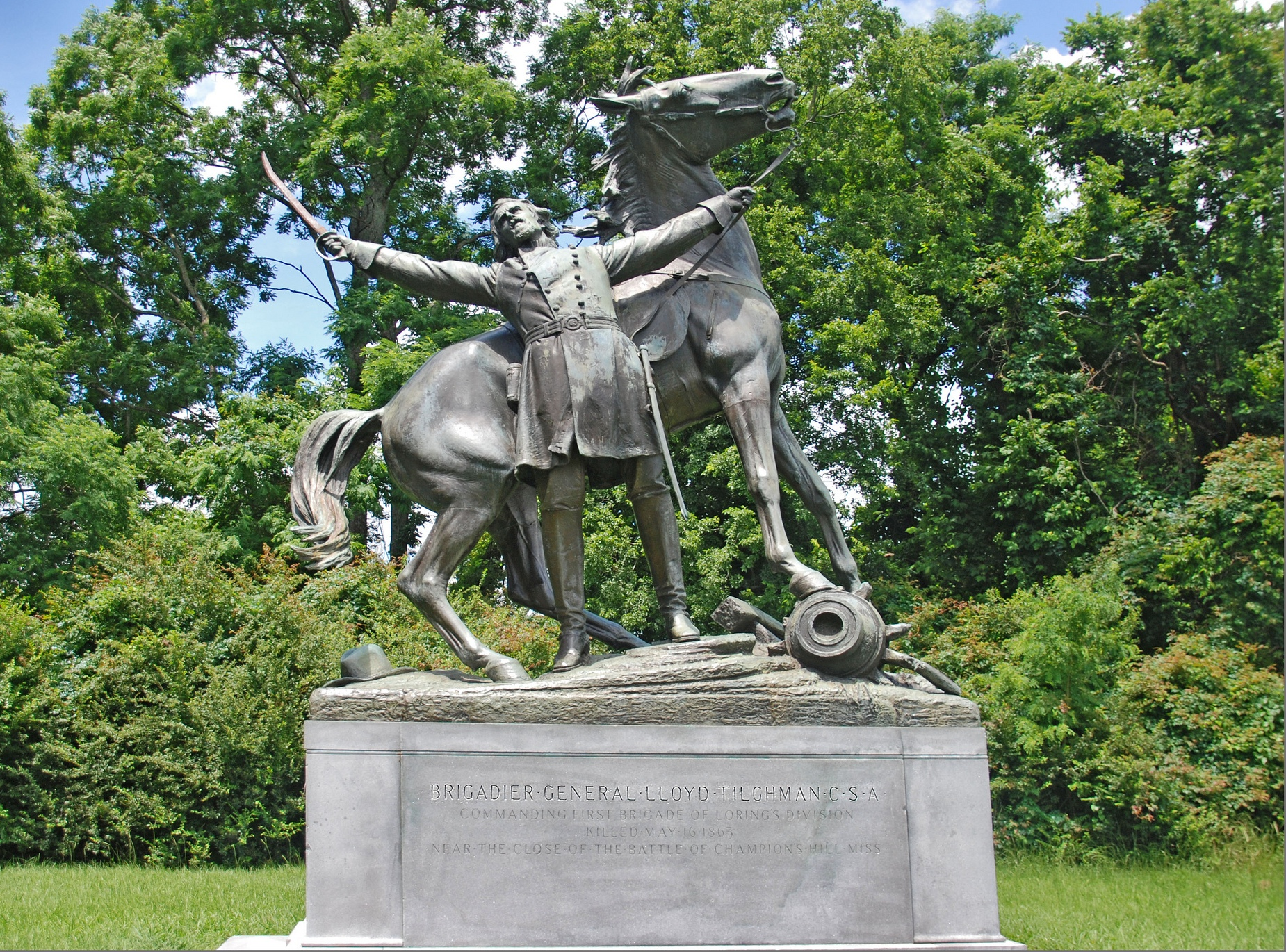
Monument en mémoire de Tilghman dans le parc militaire national de Vicksburg

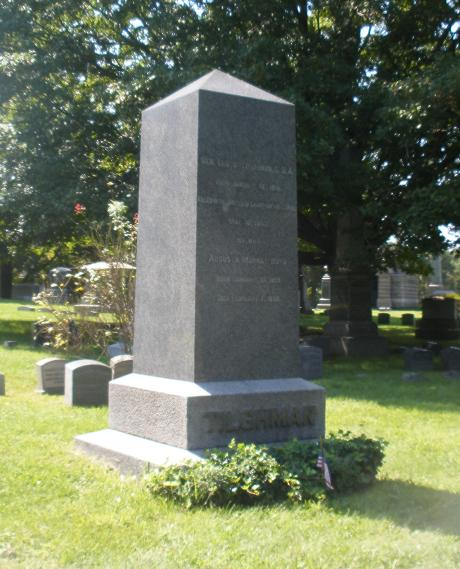
Monument en mémoire de Tilghman dans le cimetière de Woodlawn, Bronx

Le lycée Tilghman de Paducah (en) à Paducah, est baptisé en l'honneur du général Tilghman. Il était autrefois nommé par ses fils pour Augusta Tilghman. Le musée de la guerre de Sécession et maison de Lloyd Tilghman (en) est situé dans la propriété de Tilghman homestead à Paducah. Le 19 mai 1926, une statue de Tilghman est dévoilée dans le parc historique national de Vicksburg.